# Хува
Хува (на шведски: Hova) е малък град в южната част на Швеция, лен Вестра Йоталанд. Заедно с град Гулспонг е главен административен център на община Гулспонг. Разположен е на около 13 km от източния бряг на езерото Венерн. Намира се на около 210 km на югозапад от столицата Стокхолм и на около 190 km на североизток от центъра на лена Гьотеборг. Има жп гара. Населението на града е 1288 жители според данни от преброяването през 2010 г.